# Härads socken

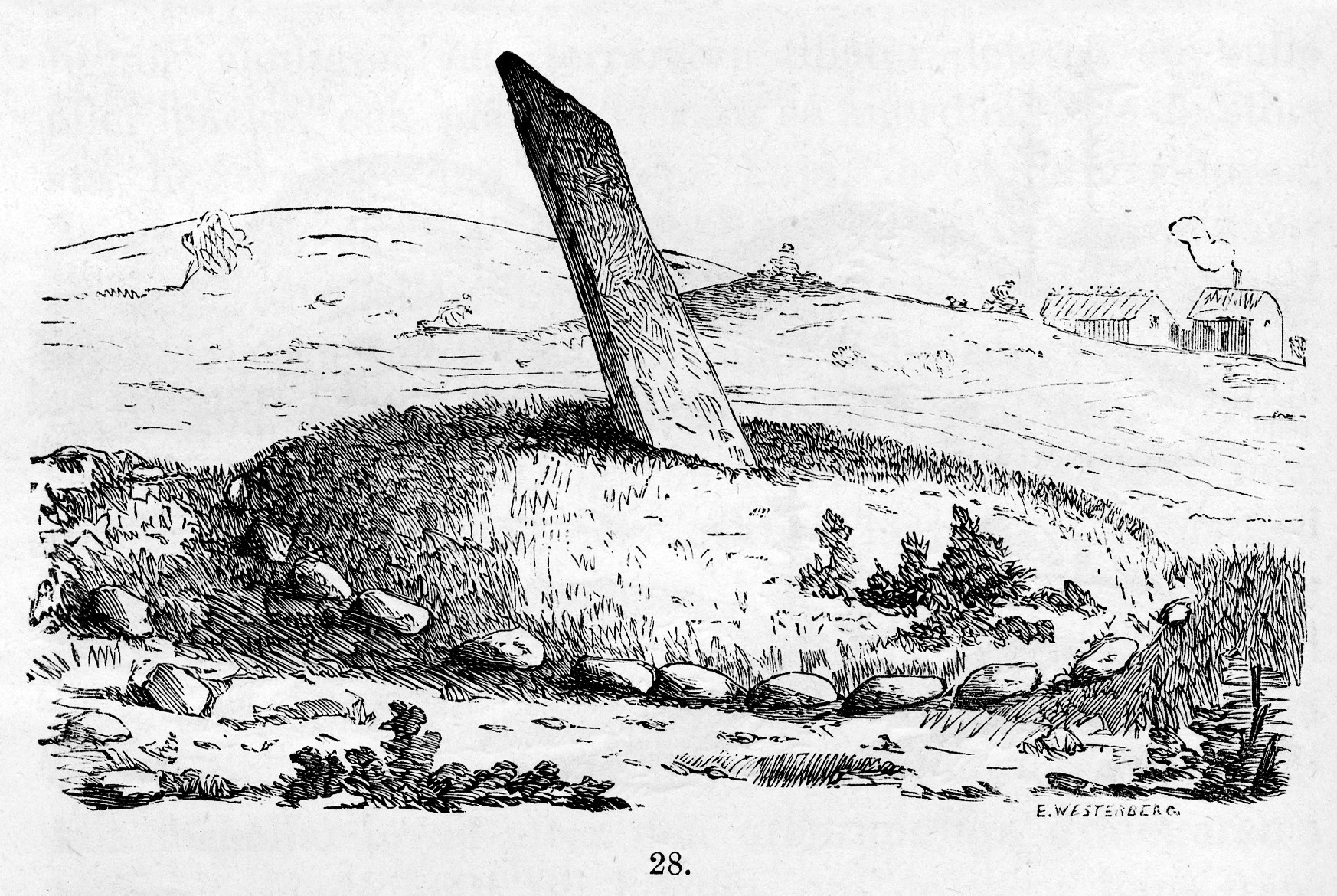
Gravhög med rest sten i Brunna i Härads socken. Träsnitt från 1873.

Härads socken i Södermanland ingick i Åkers härad, ingår sedan 1971 i Strängnäs kommun och motsvarar från 2016 Härads distrikt.
Socknens areal är 63,17 kvadratkilometer, varav 61,10 land.  År 2000 fanns här 978 invånare. Godset Näsbyholm samt tätorten och kyrkbyn Härad med sockenkyrkan Härads kyrka ligger i socknen.  

## Administrativ historik
Härads socken har medeltida ursprung. 
Vid kommunreformen 1862 övergick socknens ansvar för de kyrkliga frågorna till Härads församling och för de borgerliga frågorna till Härads landskommun. Landskommunen inkorporerades 1952 i Vårfruberga landskommun som 1971 uppgick i Strängnäs kommun. Församlingen uppgick 2006 i Vårfruberga-Härads församling.
1 januari 2016 inrättades distriktet Härad, med samma omfattning som församlingen hade 1999/2000.  
Socknen har tillhört län, fögderier, tingslag och domsagor enligt vad som beskrivs i artikeln Åkers härad.  De indelta soldaterna tillhörde Södermanlands regemente, Strängnäs kompani.

## Geografi
Härads socken ligger sydväst om Strängnäs söder om Mälaren, vid Söderbyfjärden, och kring Eksågsån och med Ökansjön i väster. Socknen har odlingsbygd i norr och kuperad skogsbygd i söder.

## Fornlämningar
Från bronsåldern finns gravrösen och skärvstenshögar. Från järnåldern finns cirka 20 gravfält med stensättningar och resta stenar. Vidare finns tre fornborgar och två runristningar, där Gökstenen är en av dem.

## Namnet
Namnet (1257 Liuiaheret, 1420 i genitiv Häradis) innehåller i efterleden härad, 'bygd'. Förleden på det äldre namnet kan innehålla ett gammalt namn på Eksågsån, Lif, 'den slemmiga, den klibbiga'.